# Cofield
Cofield – wieś w Stanach Zjednoczonych, w stanie Karolina Północna, w hrabstwie Hertford.